# Eupogonius lateralis
Eupogonius lateralis là một loài bọ cánh cứng trong họ Cerambycidae.